# Бібіанна Морачевська
Бібіанна Морачевська (1811, с. Зельонтково, Польща — 6 жовтня 1887, Познань, Польща) — польська письменниця, громадська діячка за незалежність.

## Життєпис
Бібіанна Морачевська народилася в місті Зельонтково біля Оборники як дочка поміщика Томаша та Юзефи з дому Кірської. Дитинство та юність вона провела в Зельонтково. У 1840 році, після продажу Зельонтково, вона жила 2 роки в Нарамовіцах біля Познань, а з 1842 р. у Познані разом з братом Єнджеєм Морачевським, з яким вона керувала літературно-інтелектуальним салоном. У літературно-політичних дискусіях, що відбувалися у Морачевського, брали участь, серед інших Рішард Бервінський, Луціан Семенський, Роман Зморський, Едуард Дембовський та Нарциза Жмиховська.

## Діяльність
У 1846 році вона займалася агітацією серед народу та пропагувала національні та демократичні гасла. Вона зв'язалася з еміграційними центрами та була посередником у пересиланні коореспонденції політичних активістів. Вона також поширювала нелегальні політичні листи до Королівства Польського. У 1871—1887 роках вона була головою Товариства наукової допомоги дівчатам. Вона також була активною в інших соціальних організаціях (Жіноча асоціація Великопольської Республіки, Комітет пам'ятників, Земельний банк). Пов'язана з «Науковим поглядом» Едварда Дембовського.
Вона брала участь у діяльності Польського демократичного товариства, в культивуванні польськості у Великому князівстві Познані. Вона була автором двох підручників історії Польщі (1850 та 1852).
Найбільша цінність від її роботи представлена в журналі, який вийшов у 1911 році і містить описи 1836—1840 та 1855—1863 років. Вона залишила після себе, серед інших романи: «Пригоди генерала Мадаліньського (1850 р.) та двох народжених братів (1859 р.)». У 1852 р. опублікувала: «Те, що відбувалося в Польщі, з самого початку до першого поділу країни» .
Членкиня Варшавської громади Ентузіастів емансипації, публіцист.
Бібіанна Морашевська похована на цвинтарі поважних великополян.